# Trojillas
Trojillas är en ort i Mexiko.   Den ligger i kommunen Tenochtitlán och delstaten Veracruz, i den sydöstra delen av landet, 230 km öster om huvudstaden Mexico City. Trojillas ligger 721 meter över havet och antalet invånare är 137.
Terrängen runt Trojillas är kuperad norrut, men söderut är den bergig. Runt Trojillas är det ganska tätbefolkat, med 129 invånare per kvadratkilometer. Närmaste större samhälle är Misantla, 13,6 km nordost om Trojillas. Omgivningarna runt Trojillas är en mosaik av jordbruksmark och naturlig växtlighet.